# 핵무기 보유국
이 문서는 핵무기 보유국(核武器保有國, 영어: Nuclear-weapon states, NWS)의 목록이다.
핵 확산 금지 조약(NPT)에서 인정하는 핵무기 보유국은 미합중국, 영국, 러시아, 프랑스, 중화인민공화국 5개국이다. 그러나, 인도와 파키스탄은 1974년과 1998년 각각 핵실험까지 하였고, 이스라엘은 비록 핵실험은 실시하지 않았으나, 핵무기 보유국으로서 사실상 인식되고 있다. 남아프리카 공화국과 우크라이나, 카자흐스탄, 벨라루스는 한때 핵무기를 보유하고 있었지만 이후 폐기하였다. 2006년 4월 11일 이란이 자국을 핵 보유 국가로 선언하였으며, 2006년 10월 9일 조선민주주의인민공화국은 첫 핵무기 실험을 성공적으로 수행했다고 발표하였고, 발표한
지 11년뒤인 2017년 9월 3일 조선민주주의인민공화국의 6차 핵실험으로 약 100KT의 핵실험을 자행했지만 국제 사회는 인정하지 않고 있다.

## 세계의 핵무기 보유국의 핵무기 비축량 추정치

### 2023년
아래 표는 핵 보유국(및 의혹국)과 2023년 1월 기준의 보유 핵탄두 수·처음 핵실험의 해·NPT 및 CTBT(포괄적 핵실험 금지조약)에 대한 대응 상황이다. 각종 핵군축 조약에서 자신이 보유한 핵무기 수를 공개하고 있는 미국과 러시아를 제외하고 보유 핵탄두수의 대부분은 근사치이며 이스라엘과 북한 등 상당히 신뢰성이 낮은 데이터도 포함되어 있다.

핵무기 보유에 따른 정보를 보여 주는 지도.
NPT가 인정하는 핵무기 보유국
사실상의 핵무기 보유국
핵무기 보유 혹은 개발이 의심되는 국가
NATO 핵무기 공유국가
현재 핵무기를 개발 중인 국가
과거에 핵무기를 보유했던 국가

| 나라                            | 가용 탄두/전체* | 최초 실험 연도(코드명)                  |
| ------------------------------- | --------------- | --------------------------------------- |
| 핵 보유 선언국                  |                 |                                         |
| 미국                            | 1,700 / 5,244   | 1945년 (트리니티)                       |
| 러시아(1991년 이전에는 소련)    | 1,674 / 5,889   | 1949년 (RDS-1)                          |
| 영국                            | 120 / 225       | 1952년 (허리케인)                       |
| 프랑스                          | 280 / 290       | 1960년 (제르부아즈 블뢰)                |
| 중화인민공화국                  | n.a. / 410      | 1964년 (596)                            |
| 인도                            | n.a. / 164      | 1974년 (미소짓는 부처)                  |
| 파키스탄                        | n.a. / 170      | 1998년 (차가이)                         |
| 조선민주주의인민공화국          | n.a. / 30       | 2006년 (조선민주주의인민공화국 핵 실험) |
| 보유 선언을 하지 않은 핵 보유국 |                 |                                         |
| 이스라엘                        | n.a. / 90       | 미상 (1979년 벨라 사건일 가능성)        |

## NPT 내 핵무기 보유국

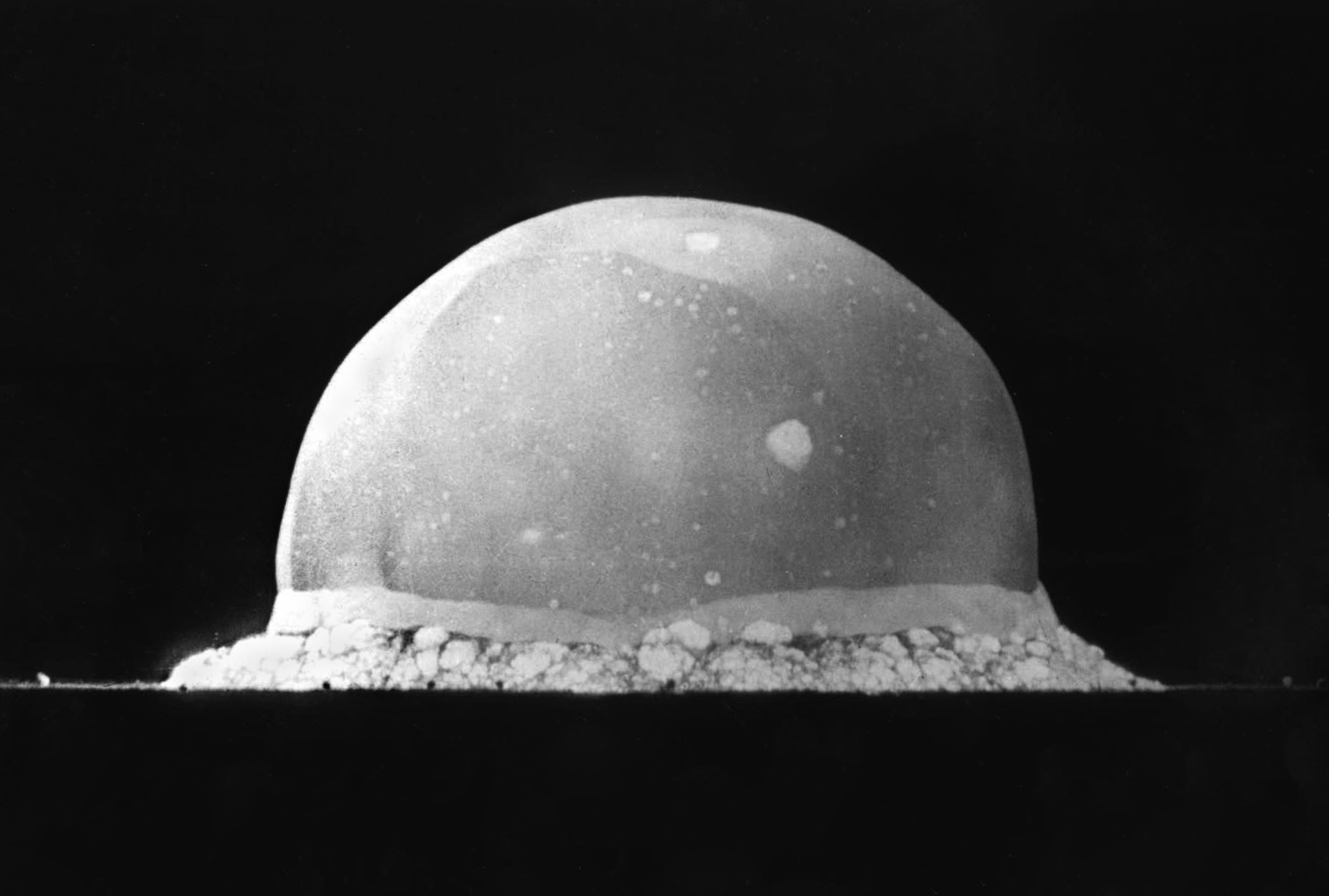
1945년의 미국 트리니티 실험에서 핵폭발 화구

핵확산방지조약(NPT)하에서 공식적으로 핵무기를 보유하고 있는 나라는 미국, 러시아, 영국, 프랑스, 중국의 다섯 개 국가이다.

## NPT 외 핵무기 보유국

### 인도
인도는 핵확산방지조약(NPT)에 처음부터 가입하지 않았고, 1974년 첫 핵실험을 하였다. 인도의 수상 네루(1889 - 1964)는 국제적인 핵 개발은 반대했으나 국내에서의 핵 개발은 적극 지원했다. 인도가 핵 개발을 한 계기는 1962년 중국과의 국경분쟁에서의 패배, 1964년 중국의 핵실험 성공에 따른 것이었다. 1965년 인도-파키스탄 전쟁도 핵 개발의 원인이 됐다. 이후 국제사회 제재로 잠시 핵 개발이 중단되다가 파키스탄이 핵무장을 추진하면서 인도 역시 1998년부터 핵개발을 재개한다.
인도는 끝까지 NPT에 가입하지 않았으나 2006년 미국과 원자력협정을 체결하였고, 국제 원자력 기구(IAEA)의 사찰을 어느정도 허용하고 있다. 협정의 배경에 대해 '중국을 견제하려는 미국의 의도가 아니냐'는 지적이 있다.

### 파키스탄
냉전 시대에 미국과 동맹이었으나 인도-파키스탄 전쟁을 겪으며 동맹이 약화됐고 파키스탄이 이때부터 비밀리에 핵 개발을 시작했다. 미국은 이에 반대했으나 1980년대 소련이 아프가니스탄을 침공하면서 미국은 파키스탄을 중요하게 여기기 시작했고 핵개발을 암묵적으로 용인했다. 냉전 이후 소련이 아프가니스탄에서 철수하자 다시 미국은 파키스탄의 핵 무장에 제재를 가했다. 그러나 이미 파키스탄의 핵 기술은 충분히 진보된 상태였다. 1998년 인도의 핵실험에 대응해 같은 해 두 차례의 핵실험을 했다.
파키스탄은 북한, 이란, 리비아에 핵 기술을 판매하기도 했다.

### 북한
1994년 8월 22일, 미국 워싱턴의 저명한 싱크탱크인 '천연 자원 방위 평의회'(NRDC)는 국제원자력기구(IAEA)와 미국 정부에 핵폭탄 제조에 필요한 플루토늄의 추정 분량을 현재의 8분의1에 해당하는 1 kg으로 고치도록 요구하는 내용의 보고서를 발표했다. 북한이 플루토늄 1 kg으로 핵폭탄 한 발을 제조할 수 있다고 분석했다. NRDC의 토마스 코크란 박사는 보고서에서 플루토늄 1 kg, 고농축우라늄(HEU) 2.5 kg으로 1 kt 폭발력의 핵분열탄을 만들 수 있다고 평가했다. 북한이 1994년 현재, 이정도 기술이 된다고 보았다.
2005년 3월, 재일동포 북한 전문가 김명철(61) 박사는 월간 말 3월호 인터뷰에서, 플루토늄 1 kg만 있으면 핵폭탄 1개를 만들 수 있다고 설명했다. 북한은 이미 1980년대 중반 300 kg의 플루토늄을 보유하고 있었고 이것은 해외에서 수입한 것이다. 1998년 5월 28일 실시된 파키스탄 최초의 핵실험 차가이-I은 북한이 핵기술과 미사일기술을 파키스탄에 전수해 준 결과물이라는 주장을 했다.
2017년 100 ~ 300kt급 수소탄 실험에 성공했다.
2020년 11월, 미 국방대 산하 국가전략연구소(INSS)는 북한 보유 핵탄두가 15∼60기라는 추정치를 발표했다.
2021년, 미국의 핵 전문가인 지그프리드 해커 미들베리 국제연구소 제임스 마틴 비확산센터 교수가 북한이 20~60개의 핵무기를 보유하고 있을 것으로 보며, 이 중 45개일 가능성이 가장 크다고 밝혔다.
2023년 1월 12일, 한국국방연구원 박용한 선임연구원과 이상규 현역연구위원은 ‘북한의 핵탄두 수량 추계와 전망’이라는 제목의 보고서를 통해 북한이 현재 보유한 핵탄두가 80~90기로 추정된다고 밝혔다. 저자들은 영변 우라늄 농축시설의 연간 농축능력(8000㎏-SWU), 농축시설 보유량(최대 4개), 우라늄 농축시설 공개 후 경과 시간(12년) 등을 고려할 때 북한이 무기급 고농축 우라늄을 최대 2044㎏ 얻었을 것으로 추산했다. 이는 우라늄탄 최대 80여 발을 생산할 수 있는 양이다. 저자들은 또 북한의 플루토늄 보유량이 68~78㎏이며, 이를 이용해 17~19발의 플루토늄탄을 생산할 수 있을 것으로 평가했다. 이에 따라 우라늄과 플루토늄 핵탄두를 합친 보유량을 총 80~90여 기로 추정했다.
2023년 1월 23일, 미국의 핵 전문가인 데이비드 올브라이트 과학국제안보연구소(ISIS) 소장은 2021년 말 현재, 북한이 50~60kg의 플루토늄을 갖고 있고, 고농축 우라늄은 최소 1200~최대 2000kg을 보유한 것으로 추정했을 때 플루토늄탄 1개에 3.5kg~4kg의 플루토늄이 들어가고, 우라늄탄의 경우 15~25kg의 우라늄이 들어가는 것으로 계산하면 45~80 제조가 가능한 것으로 추산되며 우라늄탄이 총 탄두의 4분의 3을 차지하는 것으로 나타난다고 설명했다.
2023년 2월 16일, 국방부는 ‘2022 국방백서’에서 북한이 핵탄두 제조에 필요한 플루토늄을 70여 kg 보유한 것으로 공식 평가했다. ‘2020 국방백서’까지 북한의 플루토늄 보유량이 ‘50여 kg’으로 돼 있었는데, 이번엔 20 kg 늘어난 것으로 재평가됐다. 이는 북한이 2021년 7월 영변 핵시설에서 무기용 플루토늄을 생산한 것을 국제사회가 확인한 데 따른 것이다. 군 관계자는 “북한의 현 기술력으로 핵탄두 1기에 플루토늄 6 kg이 필요하지만, 그보다 적게 들어갈 가능성도 있다”고 추정했다.
2023년 4월, 미국과학자연맹(FAS)은 '세계 핵군사력 지위 지수' 보고서에서 북한이 핵탄두 30발을 보유한 것으로 추정했다.
2023년 5월 과학계 및 전문가는 북한의 핵무기 보유량이 100기가 넘다고 말했다.
2023년 6월, 일본 나가사키 대학교 산하 핵무기폐기연구센터(RECNA)는 '세계 핵탄두 보유량' 보고서에서 북한이 2023년 현재 핵탄두 40발을 보유하고 있으며 이는 2018년 대비 25발 가량이 증가한 수치라고 밝혔다. 보고서는 또 올해 6월 기준으로 전 세계에 존재하는 핵탄두수를 북한을 포함한 9개국의 1만2520발로 추정했다.

## 과거 보유했던 국가
- 남아프리카 공화국
- 벨라루스 (개발 당시  소련)
- 우크라이나 (개발 당시  소련)
- 카자흐스탄 (개발 당시  소련)

### 남아프리카 공화국
남아프리카 공화국은 우라늄 매장량이 풍부했고 1960년대부터 미국의 원자로 기술을 받아들여 1970년대부터 핵개발을 시작했다. 당시는 냉전 시대였고 안보 불안 때문에 핵무장을 했다고 하지만 다소 과장된 측면이 있다는 분석이 있다.
냉전 이후 국제적인 압박에 의해 1993년 핵무기를 폐기했다.

## 개발 의심 국가
- 미얀마
- 사우디아라비아 (사우디아라비아의 핵무기 개발)
- 시리아

## 시도 국가
- 대한민국 (대한민국의 핵무기 개발)
- 나치 독일 (독일의 핵무기 개발)
- 중화민국
- 리비아
- 브라질
- 아르헨티나
- 알제리
- 일본 제국 (일본의 핵무기 개발)
- 이라크
- 이란

### 리비아
리비아는 핵확산방지조약(NPT)에 가입하고도 핵 개발을 추진했다. 파키스탄이 제공한 기술이 바탕이 되었다. 2003년 국제사회의 압력에 굴복해 개발을 포기했다.

## 같이 보기
- 포괄적 핵실험 금지 조약
- 운명의 날 시계
- 핵무기 폐기 국제 운동
- 핵무기 선제 사용 금지
- 비핵화
- 핵 잠재력
- 원자력
- 이란의 핵 문제
- 핵확산
- 핵테러
- 핵전쟁
- 비핵무기지대